# Đường tỉnh 101
Đường tỉnh 101 hay tỉnh lộ 101, viết tắt ĐT.101 hay TL.101 là đường tỉnh ở huyện Vân Hồ, tỉnh Sơn La.

## Lộ trình
Năm 2007, Tỉnh lộ 101 (Mộc Châu – Mường Tè) có tổng chiều dài là 32 km. Từ Km 0 đến Km 20 là đường loại V và từ Km 20 đến Km 32 là đường loại VI.
Năm 2015, Đường tỉnh 101 (Vân Hồ – Quang Minh) có tổng chiều dài là 55 km. Điểm đầu tại Chiềng Khoa, Vân Hồ. Điểm cuối tại xã Quang Minh, Vân Hồ.
Năm 2017, bổ sung đoạn Lóng Luông – Chiềng Yên dài 26 km và đoạn Quang Minh – Bến Hang Miếng dài 15 km vào Đường tỉnh 101.
Sau khi điều chỉnh, Đường tỉnh 101 (Vân Hồ – Mường Tè – Quang Minh – Chiềng Yên) bắt đầu từ Km 172+110, Quốc lộ 6, xã Vân Hồ đến Bến Hang Miếng thuộc bản Nà Bai, xã Quang Minh, huyện Vân Hồ với tổng chiều dài là 102 km.
Năm 2021, Đường tỉnh 101 được điều chỉnh như sau:
- Bổ sung tuyến Quốc lộ 6 tại Km 149+950 thuộc bản Nà Bai, xã Chiềng Yên dài 6,7 km và điều chỉnh tăng tuyến Chiềng Yên – Lóng Luông thêm 5,72 km vào Đường tỉnh 101, tổng chiều dài Đường tỉnh 101 sau khi bổ sung 114,1 km.
- Điều chỉnh giảm Đường tỉnh 101 (Vân Hồ – Chiềng Khoa – Mường Tè – Quang Minh): Từ tuyến Quốc lộ 43 – Chiềng Khoa dài 0,3 km để đảm bảo phù hợp theo thực tế thực hiện công tác quản lý, bảo trì.
- Điều chỉnh hướng tuyến Đường tỉnh 101 trên cơ sở gộp ba tuyến Lóng Luông – Phiêng Luông với chiều dài 18 km và tuyến Lóng Luông – Chiềng Yên với chiều dài 26 km và tuyến Quốc lộ 6 – Nà Bai, Chiềng Yên, Vân Hồ thành tuyến Đ.101 (Quốc lộ 6 – Chiềng Yên – Phiêng Luông) dài 48 km.

Sau khi điều chỉnh, Đường tỉnh 101 (Vân Hồ – Chiềng Khoa – Mường Tè – Quang Minh) còn lại 114,1 km. Điểm đầu tại Km172+150, 
Quốc lộ 6 thuộc xã Vân Hồ. Điểm cuối tại Bến Hang Miếng, bản Nà Bai, Quang Minh, Vân Hồ.